# Bow River (Ord River)
Der Bow River ist ein Fluss in der Region Kimberley im Nordosten des australischen Bundesstaates Western Australia.

## Geografie
Der Fluss entspringt im Aboriginesreservat Violet Valley, rund 115 Kilometer nordöstlich von Halls Creek am Great Northern Highway. Von dort fließt er entlang des Highways nach Norden und unterquert ihn unterhalb des Mount Nyulasy. Gleichzeitig wendet er seinen Lauf nach Osten und dann wieder nach Norden, wo er in die Südspitze des Lake Argyle und damit in den Ord River mündet. Dort befand sich auf Schwemmland von 1988 bis 2005 die Bow-River-Diamantenmine, in der sieben Millionen Karat Diamanten abgebaut wurden.

### Nebenflüsse mit Mündungshöhen
- Mule Creek – 238 m
- Crooked Creek – 190 m
- Wilson River – 158 m
- Turkey Creek – 144 m
- Blackfellow Creek – 134 m
- Wesley Spring Creek – 127 m
- Waterfall Creek – 123 m
- Cattle Creek – 123 m
- Spring Creek – 107 m
- Little Kurajong Creek – 103 m
- Little Limestone Creek – 91 m
- Limestone Creek – 89 m[1]

### Stauseen
- Lake Argyle – 87 m[1]

## Namensherkunft
Der Fluss wurde 1882 vom Pastoralisten Michael Durack nach einem Fluss in seinem Heimatland County Galway in Irland benannt.